# Újezd (district de Žďár nad Sázavou)
Pour les articles homonymes, voir Újezd.
Újezd (en allemand : Aujest) est une commune du district de Žďár nad Sázavou, dans la région de Vysočina, en République tchèque. Sa population s'élevait à 264 habitants en 2020.

## Géographie
Újezd se trouve à 8,5 km au sud-ouest de Žďár nad Sázavou, à 24 km au nord-est de Jihlava à 122 km au sud-est de Prague.
La commune est limitée par Matějov au nord, par Nové Veselí au nord-est et à l'est, par Březí nad Oslavou à l'est, par Pokojov au sud, par Bohdalov au sud et au sud-ouest, et par Rudolec, Sirákov et Nížkov à l'ouest.

## Histoire
La première mention écrite de la localité date de 1447.

## Transports
Par la route, Újezd se trouve à 9,5 km de Žďár nad Sázavou, à 31 km de Jihlava et à 152 km de Prague.